# Sebaea repens
Sebaea repens är en gentianaväxtart som beskrevs av Schinz. Sebaea repens ingår i släktet Sebaea och familjen gentianaväxter. Inga underarter finns listade i Catalogue of Life.